# 한와 자동차도

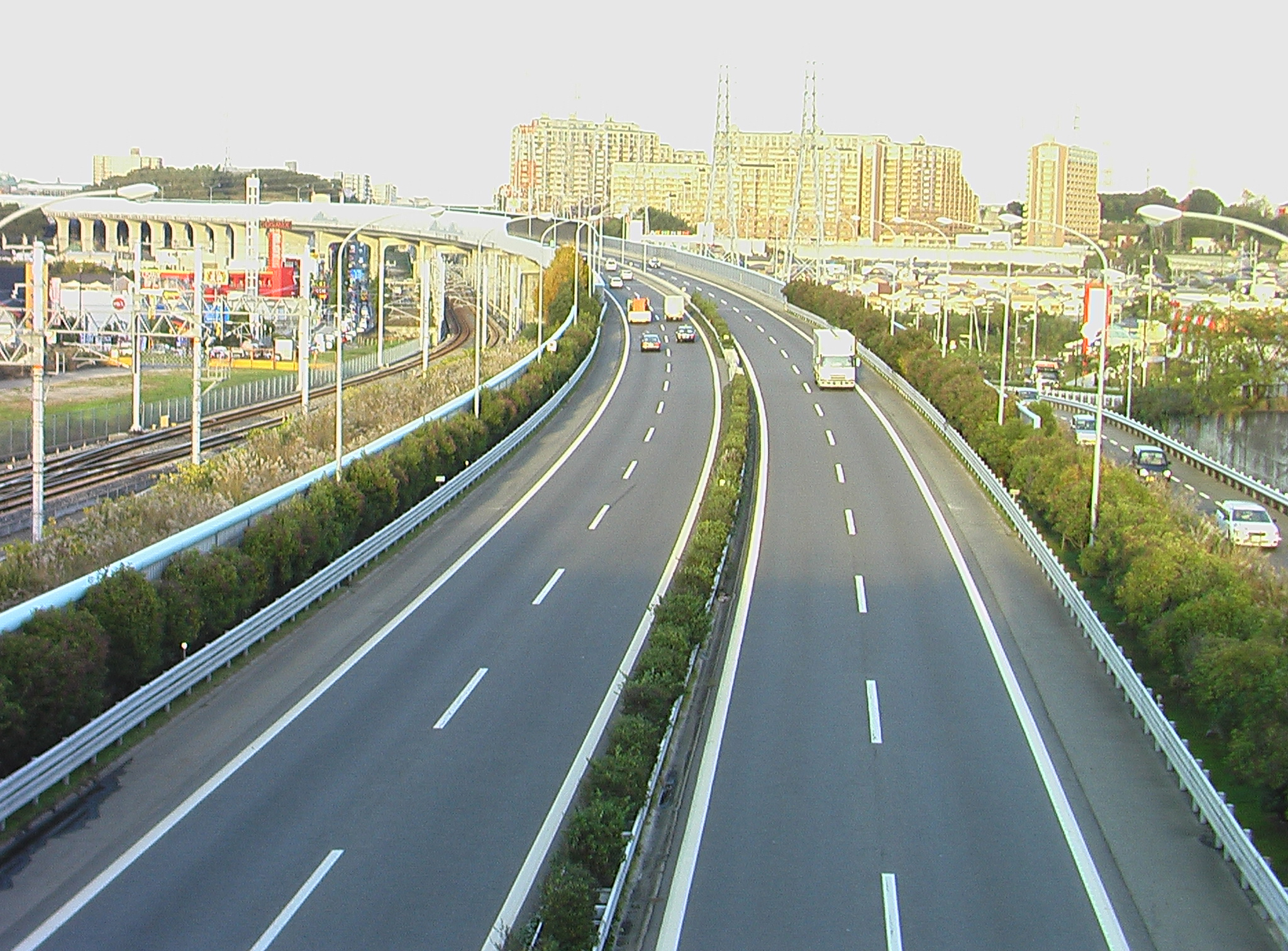
센보쿠 고속 철도 이즈미추오 역 부근 지역.

한와 자동차도(일본어: 阪和自動車道, HANWA EXPRESSWAY)는 오사카부 마쓰바라시의 마쓰바라 나들목에서 출발하여 사카이시와 와카야마현의 와카야마시를 거쳐, 같은 현의 다나베시의 난키타나베 나들목까지 이어주는 고속도로(고속자동차도로)이다. 그리고 이 고속도로의 번호는 E26과 E42로 각각 나뉜 형태로 부여받은 상태이며, E26의 구간은 기점인 마쓰바라 나들목에서 긴키 자동차도와 만나게 되는 와카야마 분기점까지 이어주는 구간을, 와카야마 분기점에서 종점인 난키타나베 나들목까지의 구간은 E42로 부여받은 특이사항을 가지고 있다. 이 고속도로의 관리자는 서일본 고속도로의 간사이 지사에서 직접적으로 관할하게 되지만, 일부 구간에는 무료로 통행하게 되어 있는 형태를 가진 구간도 더러 있다. 다만 간사이 국제공항에서 오사카의 시내로 향하게 되는 유일한 길목이기도 하다. 한국으로 치면 가덕도에서 거가대로를 통해 부산시내로 진입하는 것과 비슷하게 대응된다.

## 주요 경유지
- 오사카부 : 마쓰바라시 - 사카이시 - 이즈미시 - 기시와다시 - 가이즈카시 - 이즈미사노시 - 센난시 - 한난시
- 와카야마현 : 와카야마시 - 가이난시 - 아리다군 아리다가와정 - 아리다군 유아사정 - 아리다군 히로가와정 - 히다카군 히다카가와정 - 고보시 - 히다카군 이나미정 - 히다카군 미나베정 - 다나베시

## 같이 보기
- 한와 선
- 국도 제26호선